# Miguel Otero (gobernador)
Miguel Otero (Salta, Argentina, 23 de noviembre de 1790 - Buenos Aires, 13 de julio de 1874) fue un político argentino, gobernador de la provincia de Salta.

## Biografía
Estudiante en Chuquisaca, apoyó la Revolución del 25 de mayo de 1809 en esa ciudad y participó en el movimiento del 12 de noviembre de 1810 por el cual Chuquisaca adhirió a la Junta de Buenos Aires. Colaboró con el coronel Arenales en las guerrillas con que éste ayudó a la tercera expedición auxiliadora al Alto Perú.
Radicado en Pasco, en Perú, apoyó al general José de San Martín en su gobierno. Formó parte de la primera convención constituyente del Perú, colaboró con el general Simón Bolívar y se dedicó a la minería.
Regresó a Salta alrededor de 1838, y ejerció como diputado provincial en 1840. Ideológicamente se sentía identificado con el partido unitario, pero no estaba de acuerdo con la alianza de la Coalición del Norte, armada contra el gobernador porteño Juan Manuel de Rosas, con la agresión francesa.
Cuando el gobernador Manuel Solá inició su campaña contra Santiago del Estero, la legislatura lo nombró gobernador provisorio de la provincia y, poco después, titular, en 1841. Se pronunció en contra de la Coalición del Norte y repudió los acuerdos entre las provincias que lo habían firmado.
Tenía apoyo suficiente en su provincia, pero el general Lamadrid invadió la provincia desde Tucumán. La legislatura lo declaró depuesto, y se exilió en Bolivia.
Regresó en septiembre, después de la batalla de Famaillá, y se hizo cargo nuevamente del gobierno. Ordenó la captura y fusilamiento del mayor Sandoval, el traidor que había entregado a Marco Avellaneda para su ejecución.
Evitó una invasión de Lamadrid desde Bolivia, y debió hacer frente a una mandada por el coronel Florentín Santos de León, invasión que fue derrotada en San Carlos.
En abril de 1842 partió con licencia a Buenos Aires. Nunca regresó a Salta, pero siguió titulándose gobernador. Sólo en 1844, la legislatura se decidió a reemplazarlo oficialmente por su sustituto, Manuel Antonio Saravia.
El gobernador Rosas lo nombró embajador ante los gobiernos de Bolivia y Perú, pero nunca viajó. Más tarde viajó con permiso de Rosas a Chile. Allí encontró un ambiente contrario al gobierno federal, de modo que se hizo pasar por exiliado.
Regresó a Buenos Aires a mediados de la década de 1850, y se dedicó al comercio. En 1871 escribió sus Memorias, que permanecieron inéditas hasta 1946 cuando fueron publicadas bajo la dirección de Miguel Solá. En esas Memorias Otero hizo una controvertida descripción del combate de Cotagaita, del que no participó, adjudicando a Martín Miguel de Güemes el comando de las tropas y responsabilizándolo por la derrota. Afirmó también en contra de los documentos históricos que las tropas participantes solo eran de Salta y de Tarija, y que los contrarios estaban al mando de Vicente Nieto. 
Falleció en Buenos Aires el 13 de julio de 1874.
Como curiosidad, el suyo es el retrato fotográfico más antiguo que se conoce que haya sido tomado en la Argentina, ya que data del 15 de octubre de 1845. Aparece con un descuido en el vestido y en el peinado que sería muy poco usual en los retratos posteriores, posiblemente porque la fotografía era una especie de prueba.